# Heliaster canopus
Heliaster canopus är en sjöstjärneart som beskrevs av Perrier 1875. Heliaster canopus ingår i släktet Heliaster och familjen Heliasteridae. Inga underarter finns listade i Catalogue of Life.